# Angelo Bertini
Angelo Bertini (Milano, 8 luglio 1858 – Roma, 8 dicembre 1915) è stato un ingegnere italiano.

## Biografia
Laureato nel 1882 al politecnico di Milano con specializzazione elettrotecnica l'anno successivo viene chiamato dall'ing. Giuseppe Colombo a cooperare nel progetto della centrale di via Santa Radegonda a Milano, primo impianto italiano di distribuzione elettrica e prima centrale costruita nell'Europa continentale. L'ing. Colombo è fondatore e presidente del "Comitato Promotore per l'Applicazione dell'Energia Elettrica in Italia", costituito con l'apporto di alcune banche interessate ad investire nel settore, e per la costruzione della centrale acquisisce i diritti per l'Italia di alcuni brevetti sviluppati negli Stati Uniti da Thomas Alva Edison. Il Bertini è quindi uno dei primi elettrotecnici italiani che possono studiare ed applicare le novità di oltreoceano per l'illuminazione delle città e delle abitazioni ed anche per l'elettrificazione delle linee tranviarie urbane, all'epoca ancora esercitate con la trazione a cavalli.
La centrale viene inaugurata l'8 marzo 1883. La potenza elettrica delle quattro dinamo installate era di circa 350 kW complessivi, quanto bastava per accendere 4800 lampade ad incandescenza da 16 candele, alimentate a 100-110 V. Il 28 giugno viene illuminato il Teatro Manzoni, in piazza San Fedele, mentre la notte di Santo Stefano, il 26 dicembre, in occasione della prima de "La Gioconda" di Amilcare Ponchielli, i generatori della Centrale di Santa Radegonda illuminano il Teatro alla Scala.
Il 6 gennaio 1884 l'ing. Colombo fonda la "Società Generale Italiana di Elettricità Sistema Edison" e sulla sua scia il Bertini viene chiamato a prestare la propria consulenza per il progetto di elettrificazione della rete tranviaria di Milano e per la prima sperimentazione di illuminazione stradale con lampade ad arco, avviata nel 1885 e resa stabile con apposita convenzione nel 1887. Nel giugno 1891 viene nominato Direttore Generale della Società Generale Italiana di Elettricità Sistema Edison e realizza la prima linea tranviaria elettrica sperimentale da piazza del Duomo a Corso Sempione, che entra in servizio il 2 novembre 1893. Nel frattempo, collaborando con Carlo Esterle, si dedica con passione al progetto di una nuova centrale idroelettrica a Porto d'Adda (impianto di Paderno d'Adda), inaugurata il 28 Settembre 1898 (dopo soli 3 anni di lavori) ed oggi dedicata alla sua memoria. Le macchine generatrici installate (9.500 kW) sono per l'epoca le più potenti d'Europa. La centrale è collegata a Milano con una linea elettrica lunga 32 km. È la prima volta che una tensione di tale potenza, elevatissima per l'epoca (13.500 volt), percorre una tale distanza per essere sfruttata in un luogo diverso da quello di produzione.
Dal 1899 Bertini, pur rimanendo nella Edison, si dedica come libero professionista ai numerosi progetti di impiego dell'energia elettrica all'epoca in corso. In tale veste ha presieduto la Società Generale Italiana per la Trazione Elettrica Ferroviaria, le società concessionarie delle tranvie elettriche di La Spezia e di Torino, le tranvie interprovinciali di Milano e la Società di distribuzione elettrica del Ticino. Ha fatto inoltre parte della Società di Elettricità Alessandro Volta di Pavia e della Società Anonima Forniture Elettriche di Firenze.
Ha presieduto l'Associazione Tramviaria Italiana dal 1906 alla scomparsa.
Il 5 settembre 1914 viene nominato da Sua Maestà Vittorio Emanuele III a Cavaliere dell'Ordine della Corona d'Italia.